# Dinkel (rivière)
Pour les articles homonymes, voir Dinkel.

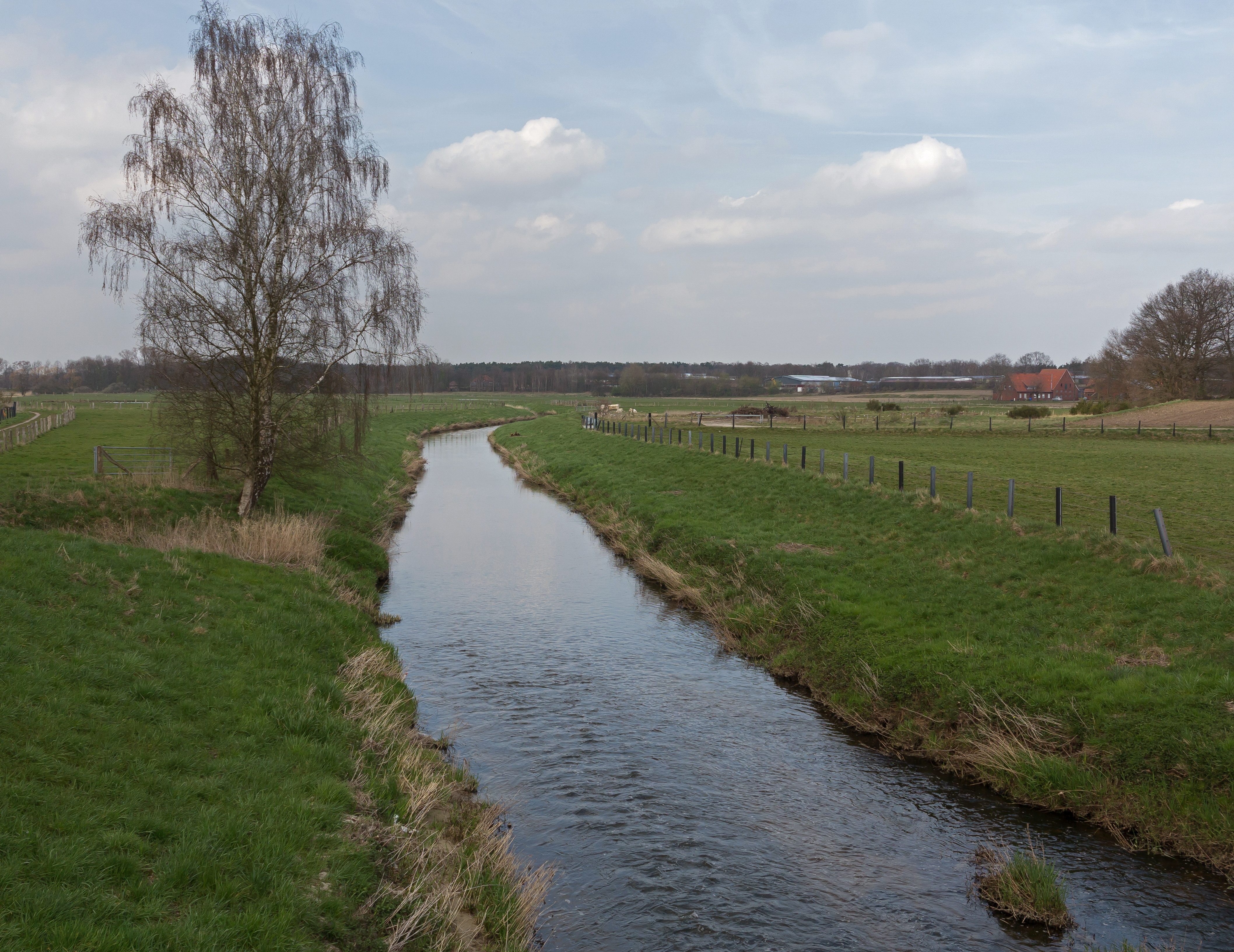
la Dinkel près Heek

La Dinkel est une rivière d'Allemagne et des Pays-Bas, affluent de l'Overijsselse Vecht.

## Source
La source de la Dinkel se trouve en Allemagne, dans la commune de Rosendahl, entre Coesfeld et Ahaus, dans le pays de Münster occidental, en Rhénanie-du-Nord-Westphalie. Sa source se trouve à une hauteur d'environ 80 m (Normalnull). La rivière coule vers l'ouest jusqu'à Gescher, puis vers le nord en passant par Legden et Heek. Elle passe à Gronau et entre sur le territoire néerlandais près de Losser, pour en sortir 46 km plus loin, à Denekamp. Au nord de Denekamp, à Harseveld (encore aux Pays-Bas), la rivière passe sous le Canal d'Almelo à Nordhorn. De nouveau allemande, la rivière traverse une petite partie de la Basse-Saxe avant de se jeter dans la Vechte à Neuenhaus (comté de Bentheim).

### Chiffres
Le bassin versant de la Dinkel a une superficie d'environ 650 km2. Sa longueur est d'environ 93 km, répartis ainsi :
- 38 km en Rhénanie-du-Nord-Westphalie (Allemagne)
- 46 km en Overĳssel (Pays-Bas)
- 9 km en Basse-Saxe (Allemagne)

### Affluents
- Goorbach ou Rühenbergbeek
- Glanerbeek ou Glane

## Écologie
En Allemagne, la Dinkel a un caractère très canalisé depuis les années 1970. Aux Pays-Bas, lors de la traversée du Lutterzand, la rivière a conservé ses méandres. Plus loin, le cours de la rivière est plus régularisé, afin de maîtriser au maximum le captage d'eau.

## Source
- (de)/(nl) Cet article est partiellement ou en totalité issu des articles intitulés en allemand « Dinkel (Fluss) » (voir la liste des auteurs) et en néerlandais « Dinkel » (voir la liste des auteurs).